# 南美胡狼属
南美胡狼属是犬科之下的一個属，其物種只見於南美洲，而且所有成員均已滅絕。過往認為本屬只包含福克蘭狼一個物種，但現時本屬物種已增至三個。

## 分類學
本屬的模式种是Dusicyon australis，即福克蘭狼。
1914年，英国动物学家奥德菲尔德·托马斯（Oldfield Thomas）建立了该属，其中包括山狐和其他「南美洲的狐狸」。
1975年，这些其他犬科动物被Langguth转移到伪狐属。关于Dusicyon cultridens的分类仍存在很多争议。有人建议将该物种归入犬属（Canis）或伪狐属。这场争论使得D. cultridens很少被人研究。
本属包括以下物种：
- †福克蘭狼 Dusicyon australis (Kerr, 1792)
- † Dusicyon avus (Burmeister, 1866)
- † Dusicyon cultridens Gervais & Ameghino, 1880
- † Dusicyon sechurae Thomas, 1900
- † Dusicyon vetulus Lund, 1842

## 滅絕
原來在距今260萬至1萬1700年更新世後期（late Pleistocene Epoch）廣泛分佈於烏拉圭到阿根廷的布宜诺斯艾利斯省及智利最南端的Dusicyon avus，是現時已知最接近福克蘭狼的物種：這兩個物種在1.6萬年前分開。到了全新世後期已全數滅絕：早期估算滅絕於約三千年前的火地群岛（Tierra del Fuego），在南美洲大陸最晚滅絕於約1,700年前；但較近期的研究認為這個日期其實沒有那麼遠，而是近在距今700年前的潘佩阿納斯山脈到400年前（即約公元1232年至1397年）的巴塔哥尼亞。

## 外部連結
- 維基物種上的相關：南美胡狼属

(Lycalopex mentioned as Dusicyon) THE DANGEROUS WILD ANIMALS ACT 1976 (MODIFICATION) (NO.2) ORDER 2007. http://www.legislation.gov.uk/uksi/2007/2465/schedule/made （页面存档备份，存于） accessed 26 March 2014.